# عيرا
عيرا بلدة أردنية ضمن محافظة البلقاء تقع 12 كم جنوب غربي مدينة السلط ويبلغ عدد سكان عيرا 6000 نسمة تقريبا.

## التسمية والتاريخ
عيرا هي إحدى قرى محافظة البلقاء وتقع في الجنوب الغربي السلط ترتفع من (580-620) مترا عن سطح البحر وأصل التسمية أن عيرا كلمة سريانية بمعنى (المستيقظ) و(النابه) وقد تكون من (عيرا) بمعنى المدينة الخضراء، وقيل ان عيرا اسم ابنة أحد السلاطين القدامى الذين حكموا المنطقة وكان له ابنتان منح لكل واحدة منهم منطقة الأولى كان اسمها عيرا والثانية اسمها يرقا المنطقة المجاورة لعيرا وهذة الرواية ضعيفة.
وتتميز أراضي عيرا بطبيعتها الجبلية بالإضافة إلى مجموعة من التلال والأودية وبعض السهول وبالتربة الحمراء على الأغلب.
```
وقد ذكرت عيرا في بداية القرن السادس عشر في السجلات العثمانية، وفي العصر الحديث تأسس مجلس قروي عيرا عام 
1975
 م وأصبحت بلدية عام 
1985م
 وفي عام 2001 وضمن قانون دمج البلديات تم دمج بلدية عيرا مع بلدية السلط الكبرى لتكون إحدى المناطق التي تخدمها بلدية السلط الكبرى ويمثلها عضو منتخب من المنطقة.
```

وتشمل أراضي عيرا :(حي النادي, حي المحاسنه, الخربة, سطح داخل، البيرة، جملة, وادي حادي، الداير ، الحدادة وشعثا، عصفور، عيزار).ويوجد في عيرا وادي شهير يسمى وادي عمرو (وادي البيره) والذي يذكر التاريخ ان عمرو بن العاص أقام فيها أثناء فتوحات وحكم الشام.

## الموقع والجغرافيا
عيرا من ضمن أراضي محافظة البلقاء وهي ضمن قضاء عيرا ويرقا، ترتفع عيرا من (580-620) مترا عن سطح البحر تمتاز بجوها المعتدل في كافة فصول السنة لانها منطقة شفا غورية ،و تعتبر عيرا ذات بعد استراتيجي مهم لموقعها الجغرافي المشرف على مناطق الاغوار الوسطى بما فيها الكرامه التي حصلت فيها معركة الكرامة، بالإضافة إلى مقابلتها المباشرة للجبال المطلة على الضفة الغربية، حيث يرى من عيرا معظم المناطق من شمال فلسطين إلى جنوبها.
وتبلغ مساحة منطقه عيرا حوالي 4.4 كم2 وبنسبه 5% من مساحة بلديه السلط الكبرى وتبلغ مساحة التنظيم 1.7 كم2 وبنسبه 41% من مساحة المنطقة وكثافتها السكانية تقارب 985 نسمه / كم .
وتعتبر مفترق طرق لمجموعة من المناطق ويمر منها 3 طرق رئيسية إلى السلط وطريق إلى الأغوار (الكرامة) وكذلك طريق رئيسي إلى يرقا ثم وادي شعيب فماحص ثم عمان أو الشونة الجنوبية وطرق متفرعة كثيرة إلى مناطق مختلفة.

## السكان والأقتصاد
تتميز بلدة عيرا بارتفاع نسبة التعليم بين أفرادها فنسبة الأمية لا تتجاوز 7.38%، إضافة إلى أن نسبة التعليم الجامعي المتوسط والعالي والتعليم العالي بلغ 52 % من نسبة السكان الأصليين.
أراضي عيرا أراضي زراعية ينتشر فيها الزيتون بالإضافة إلى الزراعات الموسمية المختلفة مثل القمح والشعير والعدس والحمص والخضار البعلية مثل الكوسا والباميا والبصل والثوم والبطاطا.... ويوجد في عيرا مناطق حرجية متعددة ذات بعد جمالي فريد ويؤمها السواح في الربيع، وينتشر في جبال عيرا النباتات والأعشاب المختلفة ومنها الأعشاب الطبية التي تستخدم في العلاج الطبيعي، بالإضافة إلى انتشار زهرة السوسنة السوداء المشهورة في الأردن وتتخذها الأردن زهرة وطنية م م ه
يوجد اليوم في عيرا أربع مدارس(2: ثانوية، 2 أساسية) ودار للبلدية ومركز صحي شامل ومركز صحي أولي ومركز للأمومة والطفولة و 5 مساجد ونادي رياضي مميز ومركز للدفاع المدني وجمعيتان خيريتان 1-جمعية عيرا الخيرية 2- جمعية البيرة الخيرية.

## وصلات خارجية
- عيرا في موقع بلدية السلط
- الموقع الجغرافي لعيرا
- عيرا من قرى السلط